# Sauron (nhện)
Sauron là một chi nhện trong họ Linyphiidae.